# Winds of the Northern Sea
Winds of the Northern Sea är en sång på norska, med engelskspråkiga inslag, som den norska sångerskan Elisabeth Andreassen sjöng i Norsk Melodi Grand Prix 1998. Låten är en ballad, och slutade på andra plats. 

### Fotnoter
1. ↑  ”Elisabeth Andreassen fansite”. Arkiverad från originalet den 5 juli 2008. https://web.archive.org/web/20080705085449/http://www.elisabethandreassen-fansite.com/Melodifestival/melodifestivalen.html. Läst 22 april 2011.